# نانا ایبری
نانا (زبان گرجی: ნანა) ملکه همسر پادشاهی ایبری به عنوان همسر دوم میریان سوم بود. کلیسای ارتدکس گرجی به‌علت نقشی که ملکه نانا در گرویدن گرجی‌ها به مسیحیت داشت، او را قدیس می‌داند.